# Julie Payette
Julie Payette (n. 20 octombrie 1963, Montréal, provincia Québec, Canada) este un inginer, om de știință și fost astronaut canadian care, din 2017 până în 2021, s-a aflat în funcția de guvernator general al Canadei, a 29-a persoană care a ocupat această funcție.
Payette deține diplome de inginer la Universitatea McGill și Universitatea din Toronto. A lucrat ca cercetător științific înainte de a se alătura Agenției Spațiale Canadiene (CSA) în 1992 ca membru al Corpului de astronauți canadian. A efectuat două zboruri spațiale, STS-96 și STS-127 și a înregistrat mai mult de 25 de zile în spațiu. A fost, de asemenea, controlor de zbor la Centrul de control al misiunii NASA din Houston și din 2000 până în 2007 a fost astronaut șef al CSA.
În iulie 2013, Payette a fost numită director de operațiuni pentru Centrul de Știință din Montreal. A ocupat, de asemenea, o serie de numiri în consiliu, inclusiv la Banca Națională a Canadei. Pe 13 iulie 2017, prim-ministrul Justin Trudeau a anunțat că regina Elisabeta a II-a a aprobat numirea lui Payette ca următorul guvernator general al Canadei. A fost învestită pe 2 octombrie 2017.
Payette a demisionat pe 21 ianuarie 2021, după încheierea unei analize efectuate la Rideau Hall care a constatat că a „slăbit, mustrat și umilit public personalul Rideau Hall” și „a creat un loc de muncă toxic, abuziv verbal”. Verificarea a fost inițiată de Biroul Consiliului Privat pentru a investiga acuzațiile de hărțuire a funcționarilor publici din Biroul Guvernatorului General. Ea este al doilea guvernator general care și-a dat demisia din funcție, după Roméo LeBlanc (care a demisionat din cauza unor probleme de sănătate), primul care a demisionat din cauza unui scandal și primul care a lăsat un post vacant după demisie.